# روبن روز
روبن روز (بالإنجليزية: Reuben Rose)‏ هو طبيب بيطري أسترالي، ولد في 21 أكتوبر 1949.